# Maze
《Maze》，又名《Maze War》，是1973年问世的多人第一人称射击类迷宫电子游戏。原版游戏在Imlac PDS-1电脑上编写。该作被视为史上首款3D第一人称游戏。